# NGC 4694
NGC 4694 é uma galáxia lenticular (SB0) localizada na direcção da constelação de Virgo. Possui uma declinação de +10° 59' 02" e uma ascensão recta de 12 horas, 48 minutos e 14,9 segundos.
A galáxia NGC 4694 foi descoberta em 15 de Março de 1784 por William Herschel.